# Bathycrinicola
Bathycrinicola is een geslacht van weekdieren uit de klasse van de Gastropoda (slakken).

## Soorten
- Bathycrinicola curta (Warén, 1972)
- Bathycrinicola fernandinae (Dall, 1927)
- Bathycrinicola macrapex Bouchet & Warén, 1986
- Bathycrinicola media Bouchet & Warén, 1986
- Bathycrinicola micrapex Bouchet & Warén, 1986
- Bathycrinicola nacraensis Peñas & Giribet, 2003
- Bathycrinicola talaena (Dautzenberg & H. Fischer, 1897)
- Bathycrinicola tumidula (Thiele, 1912)